# Nárcisz légykapó
A nárcisz légykapó (Ficedula narcissina) a madarak osztályának verébalakúak (Passeriformes) rendjéhez és a  légykapófélék (Muscicapidae) családjához tartozó faj.

## Rendszerezése
A fajt Coenraad Jacob Temminck holland arisztokrata és zoológus írta le 1836-ban, a Muscicapa nembe Muscicapa narcissina néven.

## Alfajai
- Ficedula narcissina narcissina (Temminck, 1836) - Szahalin, a Kuril-szigetek és Japán területén költ
- Ficedula narcissina owstoni (Bangs, 1901) - ez az alfaj csak a Rjúkjú-szigetek területén költ, újabban  Rjukju-szigeteki légykapó néven különálló fajnak tekintik.

Korábban a Ficedula zanthopygia és a Ficedula elisae fajokat is e faj alfajaiként tartották számon.

## Előfordulása
Oroszországban és Japánban fészkel, telelni Dél-Korea, a Fülöp-szigetek, Hongkong, Indonézia, Kína, Malajzia és Tajvan területére vonul. Kóborlásai során eljut Ausztráliába, Alaszkába és Vietnámba is. 
Természetes élőhelyei a mérsékelt övi erdők, szubtrópusi vagy trópusi síkvidéki esőerdők, mangroveerdők, száraz erdők és cserjések, folyók és patakok környékén, valamint szántóföldek és vidéki kertek.

## Megjelenése
Testhossza 14 centiméter szárnyfesztávolsága 22 centiméter, testtömege 11-12 gramm.
|  |  |

## Természetvédelmi helyzete
Az elterjedési területe nagyon nagy, egyedszáma 20000-49999 példány közötti lehet és stabil. A Természetvédelmi Világszövetség Vörös listáján nem fenyegetett fajként szerepel.